# José Iragorri
José Iragorri (Echévarri, 26 de septiembre de 1959 − Bilbao, 30 de mayo de 2014) fue un periodista español.
Fue el jefe de deportes de la emisora Radio Popular-Herri Irratia, donde desempeñaba la función de comentarista y narrador de los partidos del Athletic Club en el espacio deportivo Oye Como Va. En compañía de Raúl Jiménez y Asier Elorriaga narraba todos los partidos y era inconfundible por su forma de cantar los goles del Athletic, al sonido de "bacalao". También fueron muy emblemáticos los apodos que ponía a los jugadores del Athletic.
Había jugado a fútbol en las categorías inferiores del Athletic Club, para después fichar por el Club Deportivo Getxo de Tercera División.
Falleció el 30 de mayo de 2014 a los 55 años, a consecuencia de un cáncer de páncreas.